# Grupo algébrico
Em geometria algébrica, um grupo algébrico (ou grupo de variedade) é um grupo que é uma variedade algébrica, de tal modo que a multiplicação e a inversão são dadas por funções regulares  sobre a variedade. Em termos da teoria das categorias, um grupo algébrico é um objecto grupo na categoria de variedades algébricas.